# 海岛苎麻
海南苎麻（学名：Boehmeria formosana）或稱台湾苎麻、海島苎麻，是荨麻科苎麻属的植物。分布在台湾岛、日本以及中国大陆的广西、安徽、江西、湖南、福建、广东、浙江等地，生长于海拔1,400米的地区，多生在灌丛中、中山疏林下、丘陵、低山或沟边，目前尚未由人工引种栽培。
其种加词“formosana”意为“台湾的”。
现接受名为草麻（Boehmeria sieboldiana Blume, 1856）。

## 异名
- Boehmeria formosana Hayata var. fuzhouensis W. T. Wang